# Elecciones generales de España de 1979
El jueves 1 de marzo de 1979 se celebraron las primeras elecciones generales constitucionales en España. En estos comicios, Adolfo Suárez, con su grupo UCD conseguía una amplia victoria, aunque sin alcanzar la mayoría absoluta, con 47 escaños de diferencia respecto a la segunda fuerza política, el PSOE de Felipe González. Fueron convocadas a tenor de la disposición transitoria octava de la recién promulgada Constitución española, a través del Real Decreto 3073/1978, de 29 de diciembre. La disposición transitoria octava obligaba al presidente del Gobierno en funciones, Adolfo Suárez, a enfrentarse a una sesión de investidura en el Congreso de los Diputados para ratificar su cargo, o bien a convocar elecciones.
El PSOE ganó respecto a las elecciones de 1977 las provincias de Madrid, Murcia, Tarragona y Gerona; UCD gana Lérida aunque por el contrario pierde Madrid, Murcia y Tarragona; y CiU pierde Gerona y Lérida. Los resultados fueron prácticamente los mismos que en las anteriores elecciones, dos años antes. Suben todos los partidos nacionales, menos Alianza Popular, que se presenta como Coalición Democrática.
La extrema derecha consiguió una exigua representación parlamentaria con la coalición Unión Nacional, con un solo escaño, el de su líder Blas Piñar.

## Contexto histórico

### Cortes constituyentes
La medida que los diputados de las Cortes recién elegidas consideraron más urgente fue la de promulgar una ley de amnistía total que pusiera en libertad a los presos que todavía quedaban en las cárceles por delitos «de motivación política», incluidos los «de sangre». La izquierda aceptó que la ley también amparara a las personas que hubieran cometido delitos durante la represión franquista lo que constituyó una especie de «pacto del olvido» porque como dijo el comunista Marcelino Camacho, encarcelado durante la dictadura, «¿cómo podríamos reconciliarnos los que nos habíamos estado matando los unos a los otros, si no borráramos ese pasado de una vez para siempre?».
No obstante, la tarea esencial de las Cortes y del gobierno fue la elaboración de una Constitución. Para ello se creó una Comisión de Asuntos Constitucionales en el Congreso de Diputados que a su vez nombró una ponencia de siete miembros para que presentara un anteproyecto. La formaban tres diputados de UCD, uno del PSOE, uno del PCE-PSUC, uno de Alianza Popular y uno por las minorías vasca y catalana. Los ponentes se propusieron lograr un texto de consenso que fuera aceptable para las grandes fuerzas políticas para que cuando éstas se alternaran en el gobierno no tuvieran que cambiar la Constitución. Mientras UCD cedió ante las demandas de la izquierda de un texto amplio en el que se reconocieran todos los derechos y libertades fundamentales, el PSOE y el PCE renunciaron a la forma republicana de Estado en favor de la monarquía sin que mediara la convocatoria de un plebiscito específico sobre el tema, aunque consiguieron que los poderes de la Corona fueran prácticamente nulos. También se aceptaron algunas de las propuestas de los sectores nacionalista vasco-catalán, y también se lograría alcanzar un acuerdo en torno a la cuestión religiosa.
La ponencia acabó sus trabajos en abril de 1978 y la Comisión de Asuntos Constitucionales comenzó a debatir el anteproyecto el 5 de mayo. Finalmente el 31 de octubre fue votado en el Congreso y en el Senado el proyecto de Constitución. En el Congreso votaron a favor 325 diputados, mientras que en el Senado la apoyaron 226 senadores. De este modo, la Constitución obtuvo un gran respaldo parlamentario. El 6 de diciembre la Constitución fue sometida a referéndum, siendo aprobada por el 88 % de los votantes, y rechazada por el 8 %, con una participación del 67,11 % del censo. Aprobada la Constitución, Adolfo Suárez disolvió las Cortes y convocó nuevas elecciones para el 1 de marzo de 1979.

### Día de las elecciones y consecuencias
La jornada electoral transcurrió sin hechos reseñables aunque la participación fue de un 68%, menor que en los anteriores comicios. 
El resultado no satisfizo a ninguno de los dos grandes partidos ya que las cosas quedaron como estaban en 1977. La UCD volvió a ganar pero sin alcanzar la mayoría absoluta como pretendía, ya que bajó ligeramente en número de votos y sólo obtuvo algunos diputados más, insuficientes para alcanzar la mayoría. El PSOE tampoco mejoró sensiblemente sus resultados a pesar de que había absorbido al Partido Socialista Popular (PSP) de Tierno Galván y a la Federación de Partidos Socialistas. Con 5.469.813 de votos (30,40%) el PSOE siguió estando en la oposición. 
Lo mismo sucedió con Alianza Popular (AP) y el Partido Comunista, que tampoco ganaron posiciones. Alianza Popular, que en estas elecciones se presentó bajo el nombre de Coalición Democrática (CD) junto a otros partidos, no solo no logró mejorar sus resultados de los anteriores comicios, sino que los empeoró y sacó la mitad de diputados que AP dos años antes.  
La coalición PCE-PSUC aumentó en cuatro diputados su representación parlamentaria, lo que representó un escaso avance con respecto a 1977. Los resultados, de hecho, escondieron la crisis interna que existía en el seno del PCE entre los distintos sectores que pugnaban por la dirección del partido. No obstante, la figura de Santiago Carrillo seguía siendo el principal activo del PCE.
En contraste con los anteriores comicios, para 1979 la extrema derecha se organizó en torno a un bloque electoral liderado por el presidente de Fuerza Nueva, Blas Piñar. La llamada Unión Nacional consigue 378.964 votos (2,11%). Los antiguos partidos republicanos, Izquierda Republicana (IR) y Acción Republicana Democrática Española (ARDE), esta vez sí pudieron concurrir a los comicios pero los resultados demostraron su escasísima presencia en la sociedad española: mientras que IR sacó 55.384 votos (0,31%), ARDE obtuvo 4.826 votos (0,03%). Una situación parecida ocurrió con el Partido Carlista, que obtuvo 50.552 votos (0,28%), lo que dejó al carlismo político prácticamente extinto en España.
No conseguir la victoria en las elecciones generales supuso una profunda decepción en el seno del PSOE y abrió el debate interno. En el XXVIII Congreso del PSOE que se celebró en mayo de 1979, la mayoría de los delegados se opuso a la propuesta de la dirección de que para ganar las elecciones era necesario eliminar el marxismo de la definición del partido. Entonces el secretario general Felipe González y el resto del comité ejecutivo presentaron la dimisión, aunque en el Congreso Extraordinario celebrado en septiembre Felipe González fue aclamado por los delegados y la definición marxista del partido se suprimió. Esto reforzó definitivamente el liderazgo de Felipe González y se culminó el proceso de «refundación» del PSOE iniciado cinco años antes en el Congreso de Suresnes.

## Resultados

### Congreso de los Diputados
| ← Elecciones generales de España, 1 de marzo de 1979 → |                                                                   |                             |            |       |         |     |  |  |  |  |
| Lista electoral                                        | Lista electoral                                                   | Cabeza de lista             | Votos      | %     | Escaños | +/- |  |  |  |  |
|                                                        | Unión de Centro Democrático (UCD)a                                | Adolfo Suárez               | 6.268.593  | 34,84 | 168     | 3   |  |  |  |  |
|                                                        | Partido Socialista Obrero Español (PSOE)b                         | Felipe González             | 5.469.813  | 30,40 | 121c    | 3   |  |  |  |  |
|                                                        | Partido Comunista de España (PCE)d                                | Santiago Carrillo           | 1.938.487  | 10,77 | 23      | 3   |  |  |  |  |
|                                                        | Coalición Democrática (CD)                                        | Manuel Fraga                | 1.088.578  | 6,05  | 10 e    | 6f  |  |  |  |  |
|                                                        | Convergència i Unió (CiU)                                         | Jordi Pujol                 | 483.353    | 2,69  | 8 g     | 5h  |  |  |  |  |
|                                                        | Unión Nacional (UN)                                               | Blas Piñar                  | 378.964    | 2,11  | 1       | 1   |  |  |  |  |
|                                                        | Partido Socialista de Andalucía-Partido Andaluz (PSA-PA)          | Alejandro Rojas-Marcos      | 325.842    | 1,81  | 5       | 5   |  |  |  |  |
|                                                        | Partido Nacionalista Vasco (EAJ-PNV)                              | Xabier Arzalluz             | 296.597    | 1,65  | 7       | 1   |  |  |  |  |
|                                                        | Partido del Trabajo de España (PTE)                               | Eladio García Castro        | 192.798    | 1,07  | 0       | =   |  |  |  |  |
|                                                        | Herri Batasuna (HB)                                               | Francisco Letamendia        | 172.110    | 0,96  | 3       | 3   |  |  |  |  |
|                                                        | Partido Socialista Obrero Español (Sector Histórico) (PSOE-H)     | Miguel Peydró               | 133.869    | 0,74  | 0       | =   |  |  |  |  |
|                                                        | Organización Revolucionaria de Trabajadores (ORT)                 | José Sanromá                | 127.517    | 0,71  | 0       | =   |  |  |  |  |
|                                                        | Esquerra Republicana de Catalunya-FNC-PSDC (ERC-FNC-PSDC)         | Heribert Barrera            | 123.452    | 0,69  | 1       | 0i  |  |  |  |  |
|                                                        | Euskadiko Ezkerra (EE)                                            | Juan María Bandrés          | 85.677     | 0,48  | 1       | 0   |  |  |  |  |
|                                                        | Movimiento Comunista-Organización de Izquierda Comunista (MC-OIC) | Eugenio del Río             | 84.856     | 0,47  | 0       | =   |  |  |  |  |
|                                                        | Unión del Pueblo Canario (UPC)                                    | Fernando Sagaseta           | 58.953     | 0,33  | 1       | 1   |  |  |  |  |
|                                                        | Partido Aragonés Regionalista (PAR)                               | Hipólito Gómez de las Roces | 38.042     | 0,21  | 1       | 0j  |  |  |  |  |
|                                                        | Partido Socialista Popular-Unidad Socialista (PSP-US)             | —                           | N/A        | N/A   | -       | 6   |  |  |  |  |
|                                                        | Candidatura Independiente de Centro (INDEP)                       | —                           | N/A        | N/A   | -       | 1   |  |  |  |  |
|                                                        | Otros partidos                                                    |                             | 666.147    | 3,42  | -       | =   |  |  |  |  |
|                                                        |                                                                   |                             |            |       |         |     |  |  |  |  |
| Votos nulos                                            | Votos nulos                                                       | Votos nulos                 | 268.277    | 1,47% | —       | —   |  |  |  |  |
| Votos en blanco                                        | Votos en blanco                                                   | Votos en blanco             | 57.267     | 0,32% | —       | —   |  |  |  |  |
| Resultados globales                                    | Resultados globales                                               | Resultados globales         | 18.259.192 | 100%  | 350     | —   |  |  |  |  |

aIncluye Centristes de Catalunya-UCD.

bIncluye al Partido de los Socialistas de Cataluña (PSC-PSOE).

c Los 17 diputados del PSC-PSOE formaron grupo parlamentario propio.

dIncluye al Partido Socialista Unificado de Cataluña (PSUC), con 8 diputados sobre los 23 totales.

eDe ellos, 5 de AP, 2 de ACL, 1 del PDPr y 1 de UFV.

fRespecto a Alianza Popular (AP) en 1977.

gDe ellos, 7 de CDC y 1 de UDC.

hRespecto a la suma de PDPC y UDC-IDCC en 1977.

iRespecto a la Esquerra de Catalunya en 1977.

jRespecto a la Candidatura Aragonesa Independiente de Centro en 1977.

#### Reparto de escaños por provincias
| Circunscripción                    | Partido  | Votos   | %      | Escaños | Diputados | + / - |
| ---------------------------------- | -------- | ------- | ------ | ------- | --- | ----- |
| Almería 5 diputados                | UCD      | 80.854  | 44,21% | 3       | Juan Antonio Gómez Angulo, Francisco Soler Valero y Alfonso Soler Turmo | =     |
| Almería 5 diputados                | PSOE     | 67.782  | 37,06% | 2       | Joaquín Navarro Estevan y Juan de Dios Ramírez Heredia | =     |
| Cádiz 8 diputados                  | PSOE     | 124.693 | 30,12% | 3       | Manuel María Chaves González, Esteban Caamaño Bernal y Ramón Arturo Vargas-Machuca Ortega | -1    |
| Cádiz 8 diputados                  | UCD      | 121.800 | 29,42% | 2       | Juan Antonio García Díez y Antonio Morillo Crespo | =     |
| Cádiz 8 diputados                  | PSA-PA   | 71.809  | 19,71% | 2       | Alejandro Rojas-Marcos de la Viesca y Emilio Rubiales Rojas | +2    |
| Cádiz 8 diputados                  | PCE      | 43.824  | 10,59% | 1       | Francisco Cabral Oliveros | =     |
| Cádiz 8 diputados                  | PSP      | N/A     | N/A    | ---     | --- | -1    |
| Córdoba 7 diputados                | PSOE     | 111.237 | 30,08% | 3       | Guillermo Galeote Jiménez, José Miguel Salinas Moya y Manuel Gracia Navarro | =     |
| Córdoba 7 diputados                | UCD      | 110.734 | 29,94% | 3       | José Javier Rodríguez Alcaide, Carmelo Castaño Salido y Antonio José Delgado de Jesús | =     |
| Córdoba 7 diputados                | PCE      | 70.554  | 19,08% | 1       | Ignacio Gallego Bezares | =     |
| Granada 7 diputados                | UCD      | 131.107 | 36,61% | 3       | Antonio Jiménez Blanco, Arturo Moya Moreno y Joaquín García-Romanillos Valverde | -1    |
| Granada 7 diputados                | PSOE     | 128.002 | 35,75% | 3       | José Vida Soria, María Izquierdo Rojo y Ángel Díaz Sol | =     |
| Granada 7 diputados                | PCE      | 45.384  | 12,67% | 1       | Jaime Ballesteros Pulido | +1    |
| Huelva 5 diputados                 | UCD      | 68.756  | 37,29% | 3       | Félix Manuel Pérez Miyares, José González Delgado y Antonio Orpez Asensi | =     |
| Huelva 5 diputados                 | PSOE     | 65.302  | 35,41% | 2       | Carlos Navarrete Merino y Fernando Juan González Vila | =     |
| Jaén 7 diputados                   | PSOE     | 137.861 | 41,89% | 3       | Miguel Boyer Salvador, Fernando Calahorro Téllez y José Manuel Pedregosa Garrido | -1    |
| Jaén 7 diputados                   | UCD      | 111.209 | 33,79% | 3       | Landelino Lavilla Alsina, José Sabalete Jiménez y Julio Aguilar Azañón | =     |
| Jaén 7 diputados                   | PCE      | 42.466  | 12,9%  | 1       | Luis Felipe Alcaraz Masats | +1    |
| Málaga 8 diputados                 | PSOE     | 148.947 | 35,94% | 3       | Rafael Ballesteros Durán, Carlos Sanjuán de la Rocha y Ramón Germinal Bernal Soto | -1    |
| Málaga 8 diputados                 | UCD      | 120.201 | 29,09% | 3       | Francisco de la Torre Prados, Ignacio Javier Huelín Vallejo y José García Pérez | =     |
| Málaga 8 diputados                 | PCE      | 53.036  | 12,84% | 1       | Tomás García García | =     |
| Málaga 8 diputados                 | PSA-PA   | 49.552  | 11,99% | 1       | Miguel Ángel Arredonda Crecente | +1    |
| Sevilla 12 diputados               | PSOE     | 203.468 | 29,4%  | 4       | Alfonso Guerra González, Luis Yáñez Barnuevo-García, Rafael Escuredo Rodríguez y Alfonso Lazo Díaz | -1    |
| Sevilla 12 diputados               | UCD      | 191.099 | 27,61% | 4       | Manuel Francisco Clavero Arévalo, Jaime Julián García Añoveros, Soledad Becerril Bustamante y Guillermo Medina González | -1    |
| Sevilla 12 diputados               | PCE      | 110.731 | 16%    | 2       | Fernando Soto Martín y Eduardo Saborido Galán | =     |
| Sevilla 12 diputados               | PSA-PA   | 101.601 | 14,68% | 2       | Luis Uruñuela Fernández y Emilio Pérez Ruiz | +2    |
| Huesca 3 diputados                 | UCD      | 56.449  | 47,93% | 2       | Sebastián Martín-Retortillo y Baquer y León Buil Giral | =     |
| Huesca 3 diputados                 | PSOE     | 40.885  | 34,71% | 1       | Santiago Marraco Solana | =     |
| Teruel 3 diputados                 | UCD      | 46.775  | 55,45% | 2       | Enrique de la Mata Gorostizaga y José Luis Figuerola Cerdán | =     |
| Teruel 3 diputados                 | PSOE     | 22.886  | 27,13% | 1       | Pedro Bofill Abeilhe | =     |
| Zaragoza 8 diputados               | UCD      | 153.457 | 36,13% | 4       | Francisco José Fernández Ordóñez, Mariano Alierta Izuel, José Luis de Arce Martínez y Carmen Solano Carreras | +1    |
| Zaragoza 8 diputados               | PSOE     | 113.600 | 26,75% | 3       | Ángel Cristóbal Montes, José Félix Sáenz Lorenzo y Antonio Piazuelo Plou | =     |
| Zaragoza 8 diputados               | PAR      | 38.042  | 8,96%  | 1       | Hipólito Gómez de las Roces | =     |
| Zaragoza 8 diputados               | PSA-PSP  | N/A     | N/A    | -       | | -1    |
| Oviedo 10 diputados                | PSOE     | 200.346 | 37,28% | 4       | Luis Gómez Llorente, Jesús Sanjurjo González, Avelino Pérez Fernández y Pedro de Silva Cienfuegos-Jovellanos | =     |
| Oviedo 10 diputados                | UCD      | 177.459 | 33,02% | 4       | Rafael Calvo Ortega, Luis Vega y Escandón, Emilio García-Pumarino Ramos y Ricardo León Herrero | =     |
| Oviedo 10 diputados                | PCE      | 73.744  | 13,72% | 1       | Horacio Fernández Inguanzo | =     |
| Oviedo 10 diputados                | CD       | 46.365  | 8,63%  | 1       | Juan Luis de la Vallina Velarde | =     |
| Palma de Mallorca 6 diputados      | UCD      | 146.927 | 48,92% | 4       | Íñigo Cavero Lataillade, Miguel Durán Pastor, Santiago Rodríguez-Miranda Gómez y Francisco Gari Mir | =     |
| Palma de Mallorca 6 diputados      | PSOE     | 88.232  | 29,38% | 2       | Félix Pons Irazazábal y Emilio Alonso Sarmiento | =     |
| Las Palmas 6 diputados             | UCD      | 171.842 | 59,71% | 4       | Lorenzo Olarte Cullén, José Miguel Bravo de Laguna Bermúdez, Fernando Bergasa Perdomo y Antonio Márquez Fernández | -1    |
| Las Palmas 6 diputados             | PSOE     | 41.616  | 14,46% | 1       | Jerónimo Saavedra Acevedo | =     |
| Las Palmas 6 diputados             | UPC      | 38.304  | 13,31% | 1       | Fernando Sagaseta Cabrera | +1    |
| Santa Cruz de Tenerife 7 diputados | UCD      | 139.908 | 56,78% | 5       | José Miguel Galván Bello, María Dolores Pelayo Duque, Antonio Juan Alfonso Quirós, Juan Julio Fernández Rodríguez y Zenón Mascareño Alemán | =     |
| Santa Cruz de Tenerife 7 diputados | PSOE     | 53.604  | 21,75% | 2       | Luis Fajardo Spínola y Néstor Padrón Delgado | =     |
| Santander 5 diputados              | UCD      | 108.552 | 41,86% | 3       | Justo de las Cuevas González, Alberto Javier Cuartas Galván y Ciriaco Díaz Porras | =     |
| Santander 5 diputados              | PSOE     | 78.512  | 30,28% | 2       | Jaime Blanco García y Juan Antonio Barragán Rico | +1    |
| Santander 5 diputados              | CD       | 26.707  | 10,3%  | ---     | --- | -1    |
| Albacete 4 diputados               | UCD      | 65.883  | 38,96% | 2       | José Luis Moreno García y Juana Arce Molina | =     |
| Albacete 4 diputados               | PSOE     | 65.465  | 38,71% | 2       | José Bono Martínez y Antonio Peinado Moreno | =     |
| Ciudad Real 5 diputados            | UCD      | 102.362 | 41,38% | 3       | Blas Camacho Zancada, Pedro Menchero Márquez y Manuel Díaz-Pines Muñoz | =     |
| Ciudad Real 5 diputados            | PSOE     | 95.996  | 39,37% | 2       | Manuel Marín González y Miguel Ángel Martínez Martínez | =     |
| Cuenca 4 diputados                 | UCD      | 64.273  | 52,37% | 3       | María Soledad Arahuetes Portero, Gervasio Martínez-Villaseñor García y Francisco Javier Rupérez Rubio | =     |
| Cuenca 4 diputados                 | PSOE     | 38.654  | 31,5%  | 1       | Virgilio Zapatero Gómez | =     |
| Guadalajara 3 diputados            | UCD      | 36.361  | 46,94% | 2       | Luis de Grandes Pascual y José María Bris Gallego | =     |
| Guadalajara 3 diputados            | PSOE     | 18.155  | 23,44% | 1       | Leopoldo Torres Boursault | =     |
| Toledo 5 diputados                 | UCD      | 110.700 | 41,66% | 3       | Rafael Arias-Salgado Montalvo, Gonzalo Payo Subiza y Gregorio Peláez Redajo | +1    |
| Toledo 5 diputados                 | PSOE     | 85.288  | 32,1%  | 2       | Francisco Ramos Fernández-Torrecilla y Jesús Fuentes Lázaro | =     |
| Toledo 5 diputados                 | CD       | 14.933  | 5,62%  | ---     | --- | -1    |
| Ávila 3 diputados                  | UCD      | 67.001  | 65,81% | 3       | Fernando Alcón Sáez, José María Martín Oviedo y Martiniano Martín Sánchez | =     |
| Burgos 4 diputados                 | UCD      | 95.425  | 52,94% | 3       | Juan Manuel Reol Tejada, José Antonio González García y José Luis del Valle Pérez | =     |
| Burgos 4 diputados                 | PSOE     | 41.394  | 22,96% | 1       | Estaban Granado Bombín | =     |
| León 6 diputados                   | UCD      | 129.085 | 50,14% | 4       | Rodolfo Martín Villa, Manuel Núñez Pérez, Baudilio Tomé Robla y Manuel Ángel Fernández Arias | =     |
| León 6 diputados                   | PSOE     | 71.533  | 27,78% | 2       | Baldomero Lozano Pérez y José Álvarez de Paz | +1    |
| León 6 diputados                   | CD       | 71.533  | 11,38% | ---     | --- | -1    |
| Palencia 3 diputados               | UCD      | 51.069  | 51,43% | 2       | Fernando Álvarez de Miranda y Torres y Jesús Hervella García | =     |
| Palencia 3 diputados               | PSOE     | 25.888  | 26,07% | 1       | Francisco Javier Yuste Grijalba | =     |
| Salamanca 4 diputados              | UCD      | 104.328 | 53,47% | 3       | Salvador Sánchez-Terán Hernández, Jesús Esperabé de Arteaga González y Alberto Estella Goytre | =     |
| Salamanca 4 diputados              | PSOE     | 51.866  | 26,58% | 1       | José Miguel Bueno Vicente | =     |
| Segovia 3 diputados                | UCD      | 49.375  | 59,3%  | 2       | Modesto Fraile Poujade y Carlos Alfonso Gila González | =     |
| Segovia 3 diputados                | PSOE     | 19.216  | 23,08% | 1       | Luis Solana Madariaga | =     |
| Soria 3 diputados                  | UCD      | 31.756  | 57,2%  | 2       | Gabriel Cisneros Laborda y Juan Ignacio Sáenz-Díez Gándara | -1    |
| Soria 3 diputados                  | PSOE     | 14.187  | 25,55% | 1       | Manuel Núñez Encabo | +1    |
| Valladolid 5 diputados             | UCD      | 93.062  | 38,02% | 3       | Ignacio Camuñas Solís, Eduardo Moreno Díez y María Teresa Revilla López | =     |
| Valladolid 5 diputados             | PSOE     | 71.230  | 29,1%  | 2       | Gregorio Peces-Barba Martínez y Juan Luis Colino Salamanca | =     |
| Zamora 4 diputados                 | UCD      | 61.025  | 50,57% | 3       | Víctor María Carrascal Felgueroso, César Martín Montes y Jesús Pérez López | +1    |
| Zamora 4 diputados                 | PSOE     | 27.143  | 22,49% | 1       | Demetrio Madrid López | =     |
| Zamora 4 diputados                 | CD       | 19.603  | 16,24% | ---     | --- | -1    |
| Barcelona 33 diputados             | PSC-PSOE | 694.847 | 30,28% | 12      | Joan Reventós i Carner, Josep Maria Triginer Fernández, Josep Verde i Aldea, Luis Fuertes Fuertes, Eduardo Martín Toval, Carlos Cigarrán Rodil, Josep María Obiols i Germà, Juli Busquets Bragulat, Marta Ángela Mata i Garriga, José Valentín i Antón, Rodolf Guerra i Fontana y Francesc Ramos i Molins                                                        | +1    |
| Barcelona 33 diputados             | PSUC-PCE | 436.908 | 19,04% | 7       | Gregorio López Raimundo, Cipriano García Sánchez, Jordi Solé Tura, Juan Ramos Camarero, Josep María Riera Mercader, Eulalia Vintró Castells y Miguel Núñez González | =     |
| Barcelona 33 diputados             | CC-UCD   | 387.543 | 16,89% | 6       | Carlos Sentís Anfruns, Antón Cañellas Balcells, José María Mesa Parra, José Pujadas Domingo, Marcelino Moreta Amat y Manuel Torres Izquierdo | +1    |
| Barcelona 33 diputados             | CiU      | 362.427 | 15,8%  | 6       | Jordi Pujol i Soley, Ramón Trías Fargas, Miquel Roca i Junyent, Llibert Cuatrecases i Membrado, Macià Alavedra i Moner y Josep María Cullell i Nadal | =     |
| Barcelona 33 diputados             | ERC-FN   | 88.770  | 3,87%  | 1       | Heribert Barrera i Costa | =     |
| Barcelona 33 diputados             | CD       | 84.195  | 3,18%  | 1       | Antonio de Senillosa Cros | =     |
| Barcelona 33 diputados             | UDC-IDCC | N/A     | N/A    | ---     | --- | -2    |
| Gerona 5 diputados                 | PSC-PSOE | 66.328  | 28,03% | 2       | Ernest Lluch Martín y Lluís María de Puig i Olivé | =     |
| Gerona 5 diputados                 | CC-UCD   | 58.939  | 24,91% | 2       | José Arnau Figuerola y Juan Botanch Dausa | +1    |
| Gerona 5 diputados                 | CiU      | 58.735  | 24,83% | 1       | Ramón Sala Canadell | -1    |
| Lérida 4 diputados                 | CC-UCD   | 54.540  | 31,68% | 2       | Manuel de Sárraga Gómez y Jaime Barnola Serra | +1    |
| Lérida 4 diputados                 | PSC-PSOE | 42.937  | 24,94% | 1       | Josep Pau i Pernau | =     |
| Lérida 4 diputados                 | CiU      | 27.399  | 15,91% | 1       | María Rubies Garrofe | -1    |
| Tarragona 5 diputados              | PSC-PSOE | 71.417  | 28,87% | 2       | José Vidal Riembau y Andrés Limón Jiménez | +1    |
| Tarragona 5 diputados              | CC-UCD   | 69.926  | 28,22% | 2       | Juan Sabater Escudé y Antonio Faura Sanmartín | =     |
| Tarragona 5 diputados              | PSUC-PCE | 35.283  | 14,24% | 1       | José Solé Barberá | =     |
| Tarragona 5 diputados              | CiU      | 34.792  | 14,04% | ---     | --- | -1    |
| Ceuta 1 diputado                   | UCD      | 11.020  | 51,87% | 1       | Francisco Olivencia Ruiz | =     |
| Alicante 9 diputados               | PSOE     | 218.137 | 39,38% | 4       | Antonio García Miralles, Asunción Cruañes Molina, Ángel Franco Gutiez y Antonio Torres Salvador | =     |
| Alicante 9 diputados               | UCD      | 207.570 | 37,47% | 4       | Luis Gámir Casares Francisco Zaragoza Gomis, Joaquín Galant Ruiz y Luis Berenguer Fuster | =     |
| Alicante 9 diputados               | PCE      | 62.018  | 11,2%  | 1       | Pilar Brabo Castells | =     |
| Castellón 5 diputados              | UCD      | 111.359 | 46,34% | 3       | Jaime Lamo de Espinosa Michel de Champourcin, Enrique Monsonís Domingo y Benjamín Cañas Bernal | +1    |
| Castellón 5 diputados              | PSOE     | 85.727  | 35,68% | 2       | Vicente Antonio Sotillo Martí y Felipe Guillermo Guardiola Sellés | =     |
| Castellón 5 diputados              | IND      | N/A     | N/A    | ---     | --- | -1    |
| Valencia 15 diputados              | PSOE     | 394.813 | 36,61% | 7       | José Luis Albiñana Olmos, Juan Bautista Pastor Marco, Manuel Sánchez Ayuso, Jaume Castells Ferrer, Joan Lerma i Blasco, Enrique Sapena Granell y Francisco Javier Sanz Fernández | =     |
| Valencia 15 diputados              | UCD      | 364.175 | 33,77% | 6       | Fernando Abril Martorell, Emilio Attard Alonso, Joaquín Muñoz Peirats, José Ramón Pin Arboledas, Francisco Javier Máximo Aguirre de la Hoz y Vicente Ruiz Monrabal | +1    |
| Valencia 15 diputados              | PCE      | 145.141 | 13,46% | 2       | Antonio Palomares Vinuesa y Emérito Bono Martínez | +1    |
| Valencia 15 diputados              | CD       | 47.017  | 4,36%  |         | | -1    |
| Valencia 15 diputados              | PSP-US   | N/A     | N/A    | ---     | --- | -1    |
| Badajoz 7 diputados                | UCD      | 146.699 | 44,6%  | 4       | Enrique Sánchez de León Pérez, Alberto Carlos Oliart Saussol, Dolores Blanca Morenas Aydillo e Isidoro Hernández-Sito García-Blanco | =     |
| Badajoz 7 diputados                | PSOE     | 122.680 | 37,3%  | 3       | Juan Carlos Rodríguez Ibarra, Enrique Ballestero Pareja y Martín Rodríguez Contreras y | =     |
| Cáceres 5 diputados                | UCD      | 97.592  | 47,14% | 3       | Juan Rovira Tarazona, Manuel Bermejo Hernández y Faustino Muñoz García | -1    |
| Cáceres 5 diputados                | PSOE     | 78.670  | 38%    | 2       | Pablo Castellano Cardalliaguet y Eusebio Cano Pinto | +1    |
| La Coruña 9 diputados              | UCD      | 200.120 | 46,61% | 6       | José Luis Meilán Gil, Nona Inés Vilariño Salgado, Antonio Vázquez Guillén, Juan Quintas Seoane, Perfecto Yebra Martul-Ortega y José Manuel Piñeiro Amigo, | =     |
| La Coruña 9 diputados              | PSOE     | 76.873  | 17,9%  | 2       | Francisco José Vázquez Vázquez y José Luis Rodríguez Pardo | =     |
| La Coruña 9 diputados              | CD       | 50.588  | 11,78% | 1       | María Victoria Fernández-España y Fernández-Latorre | =     |
| Lugo 5 diputados                   | UCD      | 79.964  | 50,1%  | 3       | José Manuel Otero Novas, Julio Ulloa Vence y Antonio Díaz Fuentes | -1    |
| Lugo 5 diputados                   | CD       | 36.377  | 19,25% | 1       | Antonio Carro Martínez | =     |
| Lugo 5 diputados                   | PSOE     | 27.920  | 17,49% | 1       | Pablo Pardo Yáñez | +1    |
| Orense 5 diputados                 | UCD      | 75.271  | 52,49% | 3       | Pío Cabanillas Gallas, Eulogio Gómez Franqueira y José Antonio Trillo Torres | -1    |
| Orense 5 diputados                 | CD       | 26.901  | 18,76% | 1       | Jaime Tejada Lorenzo | =     |
| Orense 5 diputados                 | PSOE     | 23.292  | 16,24% | 1       | Antonio Rodríguez Rodríguez | +1    |
| Pontevedra 8 diputados             | UCD      | 75.271  | 47,31% | 5       | Luis González Seara, Miguel Sanmartín Losada, José María Pernas Martínez, Elena María Moreno González y José Antonio Gago Lorenzo | -1    |
| Pontevedra 8 diputados             | PSOE     | 49.213  | 16,9%  | 2       | José Vázquez Fouz e Isidoro Gracia Plaza | +1    |
| Pontevedra 8 diputados             | CD       | 37.046  | 12,72% | 1       | Rafael Jesús Portanet Suárez | =     |
| Logroño 4 diputados                | UCD      | 64.735  | 48,04% | 3       | José María Gil-Albert Velarde, Luis Javier Rodríguez Moroy y José Antonio Escartín Ipiens | +1    |
| Logroño 4 diputados                | PSOE     | 39.245  | 29,13% | 1       | Javier Luis Sáenz Cosculluela | =     |
| Logroño 4 diputados                | CD       | 18.686  | 13,87% | ---     | --- | -1    |
| Madrid 32 diputados                | PSOE     | 769.328 | 33,34% | 12      | Felipe González Márquez, Enrique Tierno Galván, Javier Solana Madariaga, Enrique Barón Crespo, Carmen García Bloise, Donato Fuejo Lago, Juan Antonio Barranco Gallardo, José Acosta Cubero, José Joaquín Almunia Amann, Cipriano García Rollán, Elena Vázquez Menéndez y León Máximo Rodríguez Valverde                                                          | +1    |
| Madrid 32 diputados                | UCD      | 764.830 | 33,14% | 12      | Adolfo Suárez González, Leopoldo Calvo-Sotelo Bustelo, Antonio Fontán Pérez, José Luis Álvarez y Álvarez, José Pedro Pérez-Llorca Rodrigo, Joaquín Satrústegui Fernández, Miguel Herrero y Rodríguez de Miñón, Óscar Alzaga Villaamil, Carmela García-Moreno Teixeira, Luis Apostua Palos, José Luis Ruiz-Navarro Gimeno y Ramón María Álvarez de Miranda García | +1    |
| Madrid 32 diputados                | PCE      | 310.496 | 13,46% | 4       | Santiago Carrillo Solares, Marcelino Camacho Abad, Simón Sánchez Montero y Ramón Tamames Gómez | =     |
| Madrid 32 diputados                | CD       | 198.345 | 8,6%   | 3       | Manuel Fraga Iribarne, José María de Areilza y Martínez de Rodas y Alfonso Osorio García | =     |
| Madrid 32 diputados                | UN       | 110.730 | 4,8%   | 1       | Blas Piñar López | +1    |
| Madrid 32 diputados                | PSP-US   | N/A     | N/A    | ---     | --- | -3    |
| Melilla 1 diputado                 | UCD      | 9.035   | 51,57% | 1       | José Manuel García-Margallo y Marfil | =     |
| Murcia 8 diputados                 | PSOE     | 178.621 | 39,15% | 4       | Ciriaco de Vicente Martín, Diego Pérez Espejo, Dionisio González Otazo y José Plana Plana | =     |
| Murcia 8 diputados                 | UCD      | 178.229 | 39,07% | 4       | Joaquín Garrigues Walker, Ricardo de la Cierva y Hoces, José Antonio de la Casa Ayuso y Enrique Egea Ibáñez | =     |
| Navarra 5 diputados                | UCD      | 83.302  | 32,93% | 3       | Javier Moscoso del Prado Muñoz, Pedro Pegenaute Garde y Ángel Lasunción Goñi | =     |
| Navarra 5 diputados                | PSOE     | 55.399  | 21,9%  | 1       | Gabriel Urralburu Tainta | -1    |
| Navarra 5 diputados                | UPN      | 28.248  | 11,17% | 1       | Jesús Aizpún Tuero | +1    |
| Álava 4 diputados                  | UCD      | 29.625  | 25,41% | 2       | Jesús María Viana Santa Cruz y José Nasarre de Letosa Conde | =     |
| Álava 4 diputados                  | EAJ-PNV  | 26.722  | 22,92% | 1       | José Ángel Cuerda Montoya | =     |
| Álava 4 diputados                  | PSE-PSOE | 24.891  | 21,35% | 1       | José Antonio Aguiriano Forniés | =     |
| Guipúzcoa 7 diputados              | EAJ-PNV  | 87.090  | 26,5%  | 2       | Xabier Arzalluz Antía y Andoni Monforte Arregui | -1    |
| Guipúzcoa 7 diputados              | PSE-PSOE | 59.863  | 18,21% | 2       | Enrique Múgica Herzog y José Antonio Maturana Plaza | -1    |
| Guipúzcoa 7 diputados              | HB       | 57.811  | 17,59% | 1       | Telesforo de Monzón y Ortiz de Urruela | +1    |
| Guipúzcoa 7 diputados              | UCD      | 50.511  | 15,38% | 1       | Marcelino Oreja Aguirre | +1    |
| Guipúzcoa 7 diputados              | EE       | 42.293  | 12,87% | 1       | Juan María Bandrés Molet | =     |
| Vizcaya 10 diputados               | EAJ-PNV  | 161.480 | 29,18% | 4       | Íñigo Aguirre Kerexeta, Fernando Aristizábal Recarte, Jesús María Elorriaga Zarandona y Marcos Vizcaya Retana | =     |
| Vizcaya 10 diputados               | PSE-PSOE | 105.481 | 19,06% | 2       | Nicolás Redondo Urbieta y José María Benegas Haddad | -1    |
| Vizcaya 10 diputados               | UCD      | 88.431  | 15,98% | 2       | Agustín Rodríguez Sahagún y Julen Guimón Ugartechea | =     |
| Vizcaya 10 diputados               | HB       | 80.280  | 14,51% | 2       | Francisco Letamendía Belzunce y Pedro María Solabarría Bilbao | +2    |
| Vizcaya 10 diputados               | CD       | 23.484  | 4,24%  | ---     | --- | -1    |

### Senado
- Electorado: 26.836.490
- Votantes: 18.096.422 (67,43%)
- Abstención: 8.740.068 (32,57%)
- Votos válidos: 17.588.988 (97,20%)
- Votos nulos: 507.434 (2,80%)
- Votos a candidaturas: 17.329.375 (98,52%)
- Votos en blanco: 259.613 (1,48%)

| ← Elecciones al Senado de España de 1979 →    |                   |                                 |     |                                      |                                |                        |                                  |
| Candidatura                                   | Senadores electos | Por partidos                    | +/- | Por designación autonómica 1980-1981 | Elecciones parciales 1981-1982 | Cambios de partido +/- | Senadores a final de legislatura |
| Unión de Centro Democrático (UCD)             | 118               |                                 | -12 | 1                                    | -2                             | -13                    | 104                              |
| Partido Socialista Obrero Español (PSOE)      | 61                |                                 | +26 | 1                                    | +2                             |                        | 64                               |
| Nova Entesa                                   | 10                | PSC: 6 ERC: 2 Independientes: 2 | +2  | PSC: 2 ERC: 1                        |                                | -1                     | PSC: 9 ERC: 3                    |
| Partido Nacionalista Vasco (PNV)              | 8                 |                                 | +2  | 2                                    |                                | -1                     | 9                                |
| Coalición Democrática (CD)                    | 3                 | AP: 3                           | +1  |                                      |                                | +1                     | 4                                |
| Agrupación de Electores Independientes (ADEI) | 3                 |                                 | +3  |                                      |                                |                        | 3                                |
| Per l'Entesa (PSUC-PTC)                       | 1                 | PSUC: 1                         | -3  | 1 (PSUC)                             |                                |                        | 2                                |
| Convergència i Unió (CiU)                     | 1                 | CDC: 1                          | -1  | 2 (CDC)                              |                                |                        | 3                                |
| Herri Batasuna (HB)                           | 1                 |                                 | +1  |                                      |                                |                        | 1                                |
| Candidatura Progresista de Menorca            | 1                 |                                 | +1  |                                      |                                |                        | 1                                |
| Independientes                                | 1                 |                                 | -18 |                                      |                                | +1                     | 2                                |
| Partido de Acción Democrática                 |                   |                                 |     |                                      |                                | +7                     | 7                                |
| Extremadura Unida                             |                   |                                 |     |                                      |                                | +1                     | 1                                |
| Izquierda Democrática                         | 0                 |                                 | -5  |                                      |                                |                        |                                  |
| Partido Socialista Popular                    | 0                 |                                 | -4  |                                      |                                |                        |                                  |
| Alianza Liberal                               | 0                 |                                 | -1  |                                      |                                |                        |                                  |
| Partido Comunista de España                   | 0                 |                                 | -1  |                                      |                                |                        |                                  |
| Euskal Sozialistak Elkartzeko Indarra         | 0                 |                                 | -1  |                                      |                                |                        |                                  |
| Euskadiko Ezkerra                             | 0                 |                                 | -1  |                                      |                                |                        |                                  |
| Candidatura Aragonesa Independiente de Centro | 0                 |                                 | -1  |                                      |                                |                        |                                  |
| Asamblea Majorera                             | 0                 |                                 | -1  |                                      |                                |                        |                                  |
| Senadores por designación Real                | 0                 |                                 | -41 |                                      |                                |                        |                                  |
| Total                                         | 208               |                                 |     | 10                                   |                                | -5                     | 213                              |

La columna «cambios de partido» da un resultado de «-5» porque incluye dos senadores que fallecieron y tres que dimitieron y no fueron sustituidos.

## Votación de investidura
El viernes 30 de marzo de 1979 Adolfo Suárez fue investido Presidente del Gobierno con mayoría absoluta en la primera votación.
| Candidato           | Fecha                                                    | Voto |     |     |    |   |   |   |   |   |   |   |   | UPC |   |   | Total   |
| ------------------- | -------------------------------------------------------- | ---- | --- | --- | -- | - | - | - | - | - | - | - | - | --- | - | - | ------- |
| Adolfo Suárez (UCD) | 30 de marzo de 1979 Mayoría absoluta requerida (176/350) | Sí   | 168 |     |    | 8 |   |   | 5 |   |   |   |   |     | 1 | 1 | 183/350 |
| Adolfo Suárez (UCD) | 30 de marzo de 1979 Mayoría absoluta requerida (176/350) | No   |     | 116 | 23 |   |   | 1 |   | 6 |   | 1 | 1 | 1   |   |   | 149/350 |
| Adolfo Suárez (UCD) | 30 de marzo de 1979 Mayoría absoluta requerida (176/350) | Abs. |     |     |    |   | 8 |   |   |   |   |   |   |     |   |   | 8/350   |
| Adolfo Suárez (UCD) | 30 de marzo de 1979 Mayoría absoluta requerida (176/350) | Aus. |     | 5   |    | 1 |   |   |   | 1 | 3 |   |   |     |   |   | 10/350  |

### Pie de página
1. ↑  «Constitución Española». Agencia Estatal Boletín Oficial del Estado. 27 de diciembre de 1978. Consultado el 5 de marzo de 2015.
2. ↑  Juliá, 1999, p. 233-235.
3. ↑  Juliá, 1999, p. 240-241.
4. 1 2  Ruiz, 2002, p. 44.
5. ↑  Tusell, 1997, p. 58.
6. ↑  Juliá, 1999, p. 241-242.
7. ↑  Juliá, 1999, p. 242-243.
8. ↑  Juliá, 1999, p. 243-244.
9. ↑  Ruiz, 2002, p. 46.
10. ↑  Juliá, 1999, p. 246-247.
11. ↑  Tusell, 1997, p. 70.
12. ↑  Juliá, 1999, p. 247-248.
13. ↑  Ruiz, 2002, p. 49-50.
14. ↑  Tusell, 1997, p. 70-72.
15. ↑  Martínez, 1998, p. 289.
16. 1 2  Tusell, 1997, p. 88-89.
17. ↑  Ruiz, 2002, p. 51-52.
18. ↑  Tusell, 1997, p. 72.
19. ↑  Ruiz, 2002, p. 52-53.
20. ↑  Linz, Montero y Ruiz, 2005, p. 1117.